# Adolf Leschnitzer
Adolf Leschnitzer (geboren 3. Februar 1899 in Posen; gestorben 24. Juli 1980 in Centerport, New York) war ein deutsch-amerikanischer Germanist und Pädagoge.

## Leben
Adolf Leschnitzer war ein Sohn des Apothekers Oscar und der Natalie Fuchs, sein jüngerer Bruder Franz Leschnitzer wurde später in der KPD aktiv. Er besuchte das Friedrich-Wilhelms-Gymnasium in Posen und das Kaiserin-Auguste-Gymnasium in Charlottenburg. 1917 wurde er zum Kriegsdienst eingezogen. Ab 1918 studierte er Germanistik, Geschichte, Philosophie und Pädagogik in Berlin und Heidelberg, wo er 1923 promoviert wurde. Das Lehramtsreferendariat schloss er 1926 mit dem zweiten Staatsexamen ab und wurde in Berlin Lehrer. Er wurde bald zur Ausbildung des Lehrernachwuchses herangezogen und arbeitete seit Ende der 1920er Jahre auf den Gebieten der deutschen Literaturgeschichte und der Methodik des Deutschunterrichts.
Nach der Machtergreifung der Nationalsozialisten 1933 bot ihm Leo Baeck bei der Reichsvertretung der Juden in Deutschland eine Stelle als Leiter der Schulabteilung an. Hier war der Unterricht in 130 Schulen mit 38.000 Schülern zu organisieren, und in die Lehrpläne mussten die drängenden Fragen der Fremdsprachen und der Auswanderung aufgenommen werden. Leschnitzer musste beim Religionsunterricht zwischen den Liberalen und Orthodoxen Juden vermitteln. Er vertrat 1936 die Entscheidung für die sephardische (Alltags-)Aussprache des Hebräischen. Leschnitzer gab für die Schulen die Jüdischen Lesehefte heraus, von denen zwischen 1934 und November 1938 29 Nummern erschienen, Leschnitzer selbst verfasste das Heft 10: Das Judentum im Weltbild des Mittelalters.
1939 emigrierten Leschnitzer und seine Frau, die Literaturwissenschaftlerin Maria Bratz, nach England und von dort 1940 in die USA, wo sie eine Sprachschule, das „American Institute of Modern Languages“, gründeten. Leschnitzer war von 1950 bis 1956 Vorsitzender der „New York Society of Teachers of German“. Ab 1943 arbeitete er für die US-Army als Sprachlehrer und als Berater. Er verfasste 1945 das Memorandum An Immediate Program for the Reconstruction of the German School System. Seit 1946 war er Sprachlehrer am City College of New York, wo er 1966 in den Ruhestand ging. Seit 1952 hatte er eine Gastprofessur an der FU Berlin und lehrte dort von 1957 bis 1972 als Honorarprofessor jüdische Geschichte und jüdische Kultur am „Institut für Judaistik“. Leschnitzer schrieb in New York für den Aufbau, von ihm wurden Beiträge in Zeitschriften und Handbüchern veröffentlicht. Er gehörte zu den Gründern des New Yorker Leo Baeck Institute und war dort Mitglied des Aufsichtsrats.
Neben diesen Brotberufen widmete sich Leschnitzer der Erforschung der jüdischen Geschichte, der Problematik der deutsch-jüdischen Beziehung und des Antisemitismus. Sein Buch Saul und David kreist um diese Problemstellungen.

## Ehrungen
- Bollingen-Fellow (1951)
- Fulbright-Fellow (1961)
- Bundesverdienstkreuz am Bande (22. Oktober 1956)
- Ehrendoktor der Freien Universität Berlin (1972)[5]

## Schriften

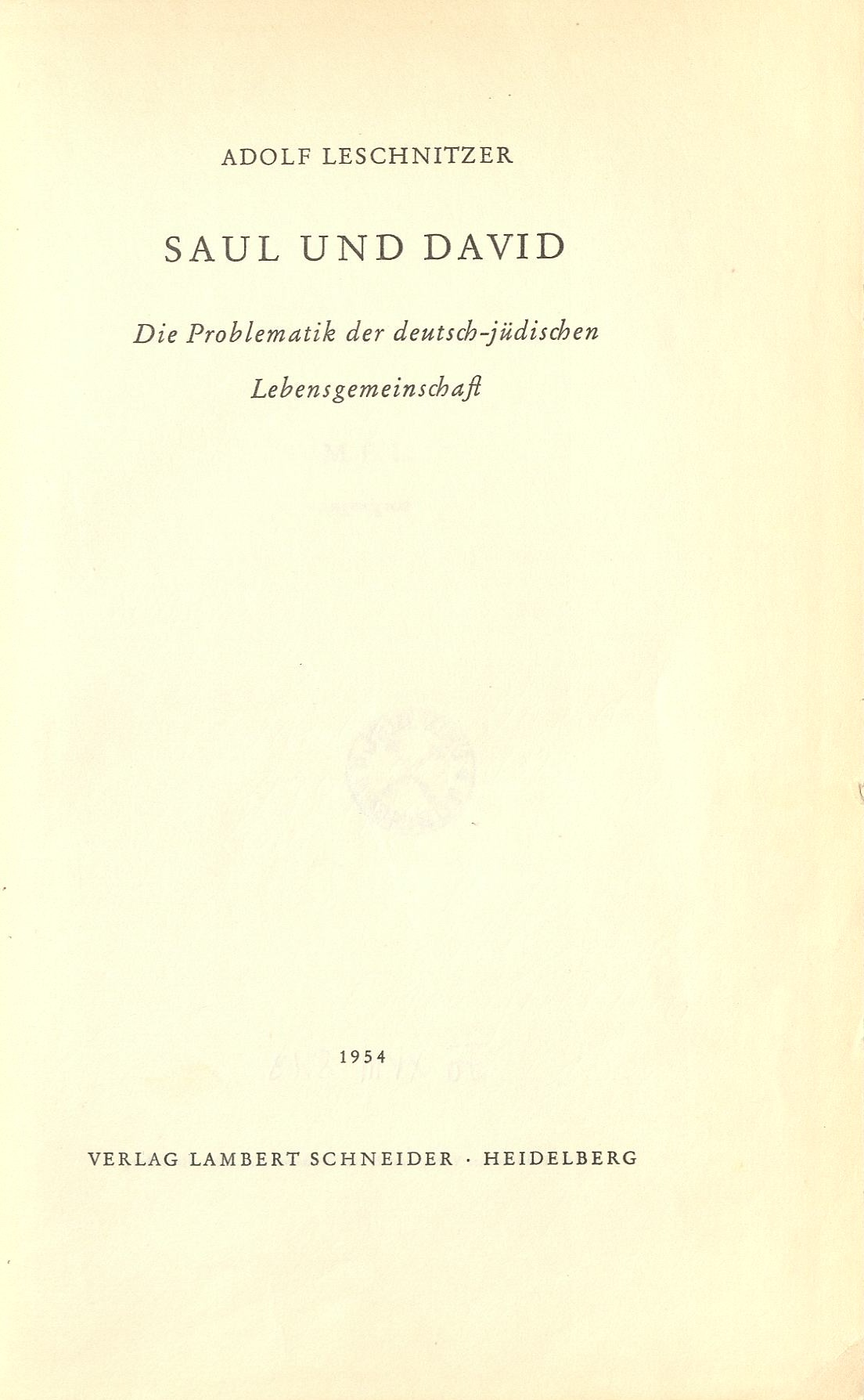
Saul und David (1954)

- The magic background of modern anti-semitism. An analysis of the German-Jewish relationship. New York: International Universities Press, 1956
- Saul und David. Die Problematik der deutsch-jüdischen Lebensgemeinschaft. Heidelberg: Lambert Schneider, 1954
- Zu Martin Bubers 60. Geburtstag, 8. Februar 1938: ein Rundbrief an die jüdischen Lehrer. Berlin: Reichsvertretung der Juden in Deutschland. Schulabtlg, [1938]
- Das Judentum im Weltbild Europas. Jüdische Lesehefte, 10. Das Judentum im Weltbild des Mittelalters. Berlin: Schocken 1935
- Richtlinien zur Aufstellung von Lehrplänen für jüdische Volksschulen. Berlin: Reichsvertretung d. Dt. Juden, 1934
- Untersuchungen über das „Hohelied in Minneliedern“, ein Beitrag zur Historienbibel-Forschung. Inaugural-Dissertation – Universität Heidelberg 1924.